# Thanks for Nothing
 (février 2020).
 (février 2020).
L'association Thanks for Nothing a été créé en 2017 par un collectif de femmes professionnelles du monde de l'art.
Son but est de relier le monde de l'art et le monde associatif engagé. Il veut mobiliser les artistes et les acteurs du monde de l'art dans des événements solidaires et accessibles à tous

## «We Dream Under the Same Sky»
Le premier de ces événements a été la programmation culturelle et l'exposition « We Dream Under the Same Sky » en 2017 au Palais de Tokyo. L'exposition a été suivie d'une vente caritative des œuvres dans la Galerie d'Azzedine Alaïa organisée par Christie's,,,. La vente a permis de soutenir financièrement 5 associations dans l'engagement social : La Cimade, L'Anafé, Migreurop, le Centre Primo Levi, et la Thot.

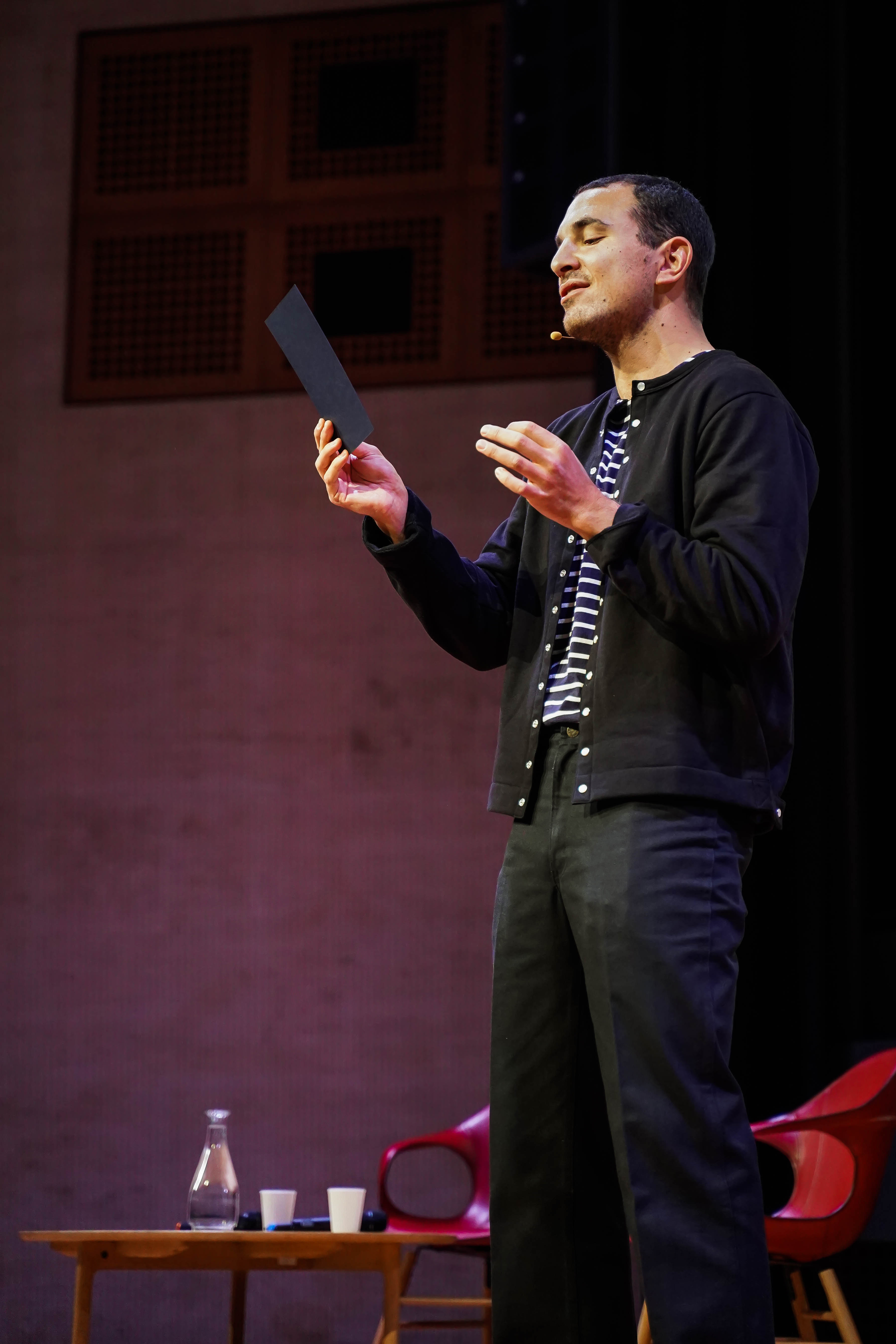
Boris Bergmann au colloque Art et Engagement au musée du Louvre en septembre 2019.

## Colloques annuels
Depuis 2018, Thanks for Nothing organise un colloque annuel qui aborde sur le thème de l'art et la philanthropie. 
Le premier colloque « What I can Lean From You. What You Can Learn From Me » est organisé en avril 2018 en partenariat avec Sciences Po Paris, l'École du Louvre et Cahiers d'art.
Il réunit des artistes engagés (Thomas Hirschhorn, Thomas Kilpper, et Mohamed Nour Wana de l'Atelier des artistes en exil) et des acteurs issus du monde d'art. Il a un objectif pédagogique, et est suivi d'une programmation artistique au musée national Eugène-Delacroix. 
En septembre 2019, le deuxième colloque « Art et Engagement » est organisé en partenariat avec Sciences Po Paris, le Musée du Louvre, le New York Times, la Société générale, The Art Newspaper, Madame Figaro et Numéro Art. Il a eu lieu à l'auditorium du musée du Louvre avec une programmation artistique de Boris Bergmann, Tomás Saraceno et d'autres intervenants sur l'engagement social dans l'art,.

## Participation à la Nuit blanche

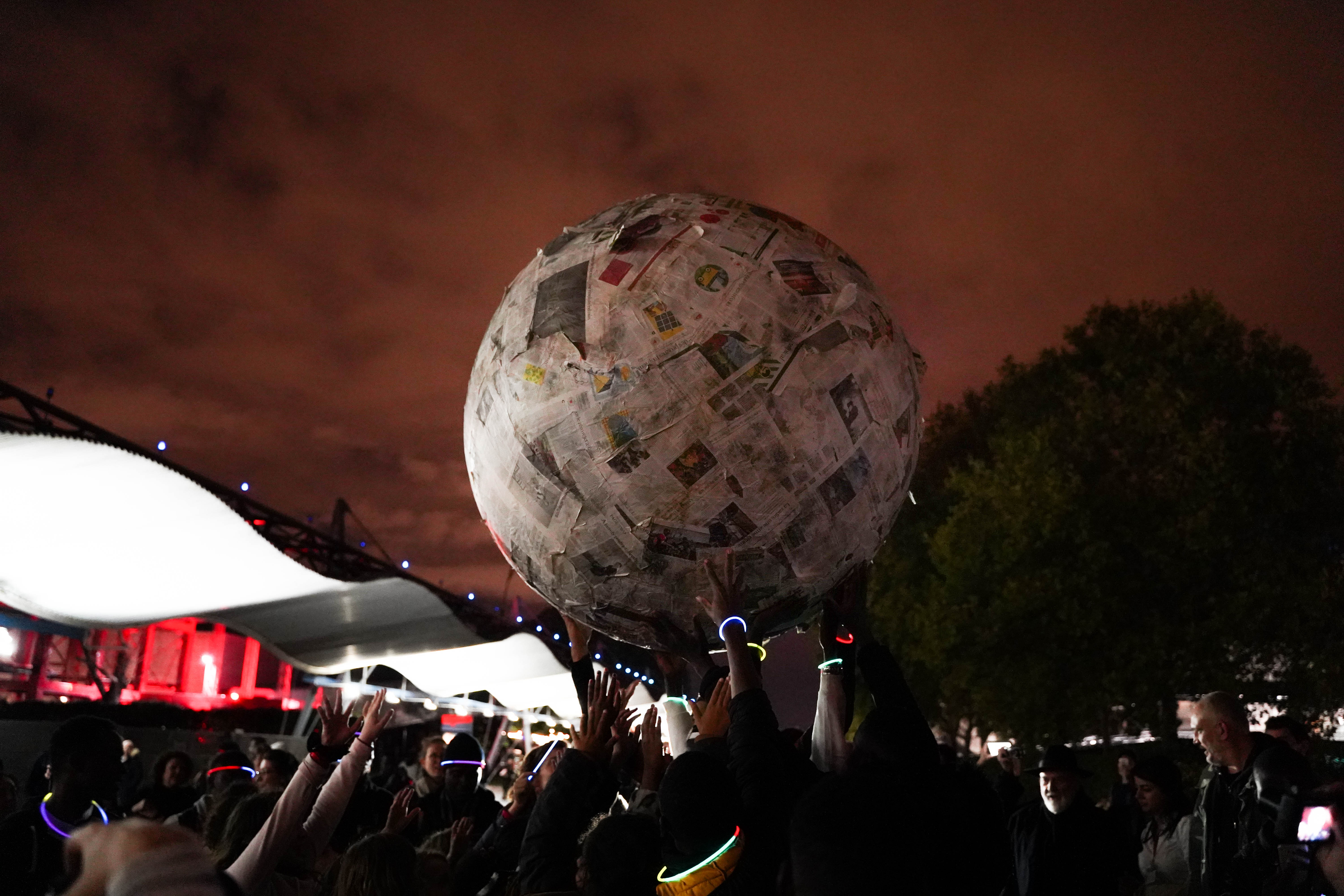
La Sculpture de promenade de Michelangelo Pistoletto à l'occasion de la Nuit blanche en octobre 2019 à la Cité des sciences et de l'industrie.

Thanks for Nothing participe aussi à la Nuit blanche depuis 2018. 
En octobre 2018, sous le titre Pont des Échanges, Thanks for Nothing a organisé un festival de performances, rencontres, et collecte de livres. Il investit le pont Alexandre-III rendu piéton pour l'événement avec 5 associations engagées : la Fondation Abbé-Pierre, l'Atelier des artistes en exil, Bibliothèques sans frontières, Cultures du cœur et Music Fund,,. 
À cette occasion, 12 artistes participent à la programmation artistique : Wael Alkak, Uriel Barthélémi, Alex Cecchetti, Ryan Gander, Valérie Mréjen & Dominique Gilliot, Melik Ohanian, Christodoulos Panayiotou, Laure Prouvost, Noé Soulier) ; Marie-Claude Pietragalla, Julien Derouault et le Théâtre du Corps y ont présenté leur performance Lorenzaccio,,,. 
En octobre 2019, Thanks for Nothing est invité à concevoir une programmation artistique au sein de la Cité des sciences et de l'industrie pour la Nuit blanche autour de l'art et l'environnement. Le public a pu participer à deux performances géantes de l'artiste Michelangelo Pistoletto : le « Troisième Paradis » et la « Sculpture de promenade », ainsi qu'au workshop Museo Aero Solar de Tomás Saraceno,,,.

## Collaborations

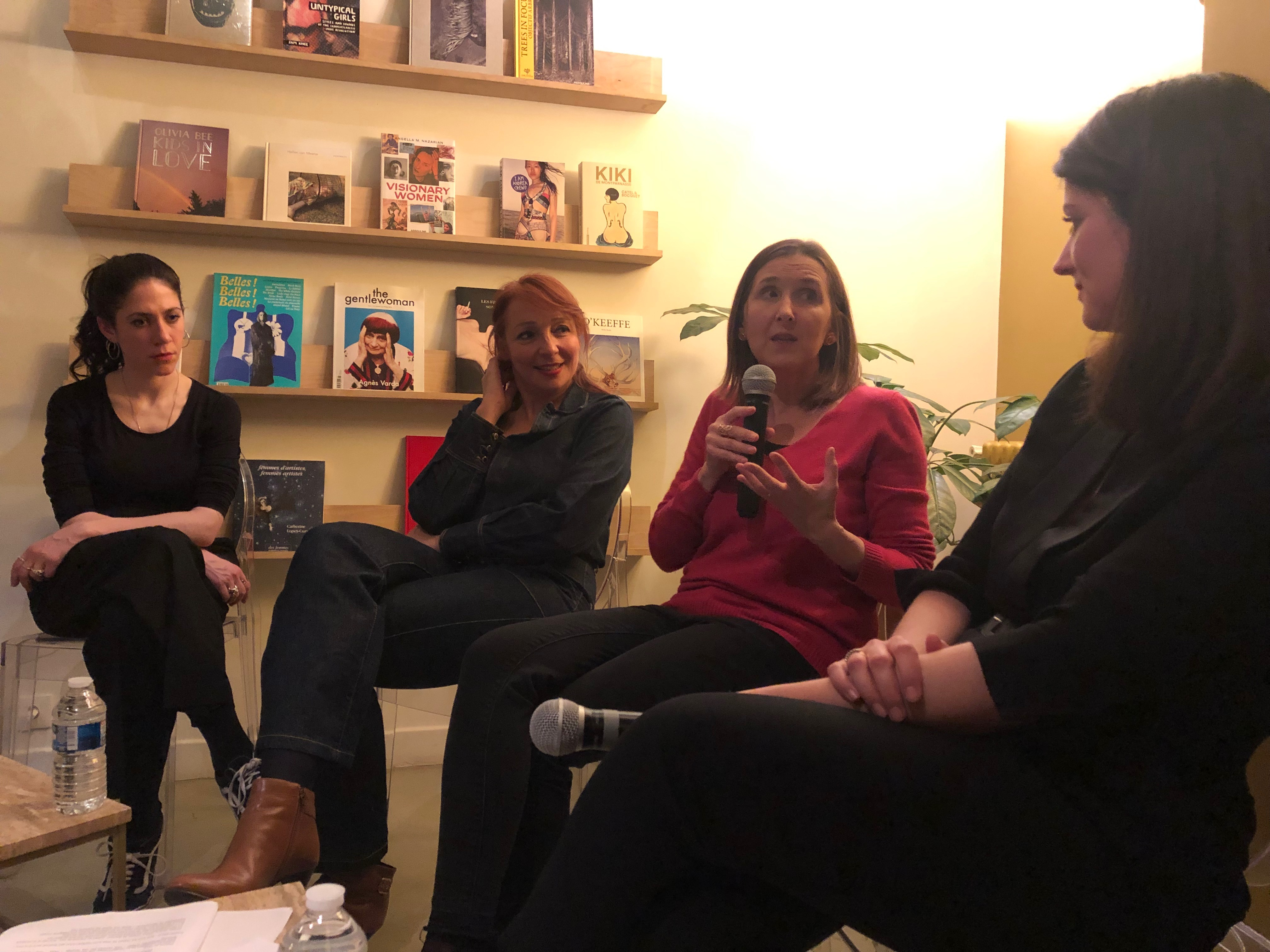
Table ronde avec l'association Wise Women et Thanks for Nothing en mars 2019 à la Villa Rose.

Thanks for Nothing collabore avec des institutions culturelles et acteurs du monde de l'art et de l'engagement. 
Depuis 2019, Thanks for Nothing s'engage avec l'association Wise Women dans des tables rondes sur les enjeux des droits des femmes dans le monde de la culture et de l'industrie créative. 
En décembre 2019, Thanks for Nothing a organisé deux éditions de l'exposition ART 19 - Box One, au Grand Palais et au MAMCO de Genève, en soutien à Amnesty International. 
À l'invitation de la Ville de Paris, Thanks for Nothing a réalisé une programmation artistique et solidaire à la Fabrique de la Solidarité dans le cadre de la Nuit de la Solidarité et en partenariat avec Paris Musées. À cette occasion, Olivier Martinaud a fait une lecture du Roi Vermeil de Boris Bergmann, les artistes Brognon Rollin ont présenté l'œuvre Le Chemin du Oum Hani, une table ronde fut animée par le chargé des expositions temporaires Frank Lamy du MAC VAL, Yara Al Hasbani de l'Atelier des artistes en exil  présenta une performance dansée, et un concert fut donné par Uriel Barthélémi et Thomas Dodji Kpadé.